# Le ali della libertà
Le ali della libertà (The Shawshank Redemption) è un film del 1994 sceneggiato e diretto da Frank Darabont.
La trama è tratta dal racconto di Stephen King Rita Hayworth e la redenzione di Shawshank, edito nell'antologia Stagioni diverse.
La rivista Empire lo ha collocato al quarto posto nella lista dei cinquecento migliori film della storia, mentre l'American Film Institute lo ha inserito al settantaduesimo posto nella lista dei cento migliori film statunitensi di tutti i tempi; sul sito IMDB è primo nella classifica dei duecentocinquanta migliori film di tutti i tempi, con quasi 3 milioni di voti.
Il film è dedicato alla memoria di Allen Greene, agente letterario nonché stretto amico del regista e sceneggiatore Frank Darabont.

## Trama
Maine, 1947: Andy Dufresne, vice-direttore di una banca di Portland, viene condannato a due ergastoli per l'uccisione della moglie e del suo amante campione di golf, benché si proclami innocente. Viene rinchiuso nel carcere di Shawshank, dove le guardie e il malvagio e corrotto direttore Samuel Norton impongono la loro legge fatta di violenze gratuite e omicidi impuniti, di nascosto dallo Stato.
Andy resta inizialmente in disparte rispetto agli altri detenuti e viene aggredito dalle "sorelle", prigionieri bulli capitanati dal sadico stupratore Bogs Diamond, che lo picchieranno e violenteranno per i primi due anni. Un giorno, durante un lavoro forzato di ripristino sul tetto del carcere, Andy sente Byron Hadley, il sanguinario capitano delle guardie, parlare ai colleghi dei suoi problemi economici e, rischiando di essere ucciso dal capitano stesso per la sua impudenza, lo convince a farsi aiutare da lui con le sue competenze in ambito finanziario, quindi chiede e ottiene in cambio tre birre per ciascuno degli altri detenuti che lavoravano con lui sul tetto.
Da quel momento, Andy riscuote simpatie presso alcuni detenuti, in particolare da parte di Ellis Boyd Redding detto Red, un altro ergastolano che controlla il contrabbando all'interno del carcere e che sarebbe in grado di procurare praticamente ogni oggetto gli venga richiesto. Red in gioventù ha commesso un grave crimine, ma dopo decenni di detenzione è cambiato. I due diventano buoni amici e Andy gli chiede di procurargli un martelletto da roccia, in quanto ama collezionare minerali e scolpire pietre; in seguito si fa anche procurare un poster dell'attrice Rita Hayworth. A differenza degli altri, Red non nasconde la verità sul proprio crimine, a indicare che è preso dal rimorso. Ormai diventato grande amico di Andy e vedendo il suo animo gentile, Red inizia a intuire che egli non sia il criminale che è stato accusato di essere.
Anche il direttore Norton viene a conoscenza delle abilità di Andy in campo finanziario e gli commissiona il disbrigo di pratiche contabili al posto dei lavori forzati. In virtù di questo incarico gli viene concessa "protezione" dagli altri detenuti e dalle stesse guardie (esemplare sarà la sorte di Bogs Diamond, reso paralitico da Hadley per aver troppo maltrattato Dufresne). Andy avrà anche il privilegio di svolgere un lavoro meno pesante e più coinvolgente del precedente: viene trasferito dalla lavanderia dei detenuti alla biblioteca del carcere. Questa, piuttosto modesta, è curata ormai da un cinquantennio dall'anziano Brooks Hatlen. Andy, nominato suo aiutante, prende a cuore il nuovo incarico e progetta di ampliare la biblioteca; col consenso del direttore, scrive ogni settimana una lettera al Senato chiedendo la concessione di fondi per lo scopo, ma le sue richieste rimangono senza risposta.
Avviene intanto che il comitato per la libertà condizionata conceda la libertà al vecchio Brooks il quale, pur non commettendo omicidi, ha però trascorso quasi l'intera vita in carcere a occuparsi della biblioteca, e non ha pertanto alcun desiderio di uscire dalla prigione, che considera ormai come casa sua. Red considera Brooks un individuo ormai istituzionalizzato. Essendo rimasto in carcere per troppo tempo, teme il mondo di fuori e lo rifiuta. Nel maldestro intento di restare all'interno del carcere, Brooks arriva ad aggredire un altro detenuto, minacciandolo con un coltello alla gola, ma viene fermato da Andy. L'episodio resta circoscritto e senza conseguenze, e così Brooks lascia il carcere. Come atteso, la vita fuori per Brooks è molto difficile: è solo e non riesce a integrarsi; disperato, si impicca nell'alloggio procuratogli dal comitato per la libertà condizionata. Andy e Red lo vengono a sapere tramite una missiva inviata loro dallo stesso Brooks. Con la sua morte, Andy diventa egli stesso responsabile della biblioteca di Shawshank e pertanto potrà occuparsi direttamente dell'istruzione dei detenuti negli anni.
Dopo innumerevoli lettere, Andy ottiene finalmente dal Senato una risposta e un modesto stanziamento. Continuando ostinatamente a inviare le sue lettere, Andy riceve ulteriori fondi fino a riuscire a trasformare radicalmente la biblioteca, ripulendola e rendendola la migliore nel suo genere in tutto il New England; la fa inoltre intitolare alla memoria di Brooks e nel frattempo aiuta diversi detenuti a conseguire il diploma.
Parallelamente, Andy è costretto a proseguire la sua collaborazione con il direttore Norton che, grazie a lui, riesce ad accumulare in modo illecito una gran quantità di denaro. A tale scopo, il detenuto intesta ogni operazione a una persona fittizia di nome Randall Stephens che egli stesso ha creato sfruttando i punti deboli della burocrazia, per non far figurare mai il nome del direttore né il proprio, in caso il traffico venisse scoperto. Con la propria perizia, Andy ha fatto in modo che Randall Stephens possieda carta d'identità, assicurazione sanitaria e altro ancora. Red rimane ammirato da Andy, ritenendolo un vero genio.
Gli anni passano finché un giorno, tra i nuovi detenuti in arrivo a Shawshank nel 1964, vi è Tommy Williams, un ragazzo condannato a due anni per furto con scasso. Questi racconta che, fin dall'età di 13 anni, ha collezionato una lunga serie di condanne scontate in diverse prigioni. Tommy diviene subito amico di Andy e Red, e il primo lo aiuta a studiare. Nel 1966 Tommy si diploma e, poco tempo prima di essere scarcerato, chiede a Red il motivo per cui Andy è in prigione (fatto che ritiene strano, poiché l'uomo gli sembra moralmente integro) e ricevuta la risposta, si confida con Andy stesso: quando si trovava in un altro carcere, Tommy ebbe come compagno di cella un ladro di nome Elmo Blatch, che gli raccontò di essere anche un assassino, di aver ucciso per invidia un campione di golf e la sua amante, e che la polizia aveva arrestato un bancario, marito della donna uccisa, al posto suo. Andy apprende così che Blatch è il vero colpevole del duplice omicidio per il quale è in carcere da quasi vent'anni.
Red e gli altri amici di Andy capiscono così che Andy aveva sempre detto la verità sul fatto di essere finito in carcere per un errore del sistema e di essere davvero innocente.
Ingenuamente, Andy informa di tutto il direttore il quale non può permettersi di scarcerare l'ex bancario, che è al corrente di tutti i suoi traffici illeciti a Shawshank, e incarica Byron Hadley di uccidere Tommy, per evitare che testimoni in un'eventuale revisione del processo. Per non farsi scoprire, il direttore riferisce che Tommy è stato ucciso con una fucilata da una guardia mentre tentava la fuga. Andy invece, per aver insultato Norton, viene mandato in cella d'isolamento per due mesi.
Finito l'isolamento, Andy parla con Red dicendogli che ha la speranza di poter finalmente uscire di galera un giorno e poter vivere serenamente. Prima di tornare in cella, chiede a Red un favore se mai questi uscirà di prigione, cioè di andare in una cittadina di campagna dove, secondo lui, troverà cose importanti. Red gli promette che lo farà, ma resta confuso dalle parole dell'amico e teme che Andy possa avere raggiunto il limite in carcere. La mattina dopo, durante l'appello dei detenuti, il direttore e le guardie non trovano Andy nella sua cella e, poco dopo, scoprono che il detenuto è scappato attraverso una galleria nel muro: durante i suoi vent'anni di carcere, Andy l'ha scavata pazientemente con il martelletto procuratogli anni addietro da Red, ha coperto il buco con i poster di varie attrici e nascosto il martelletto nella sua Bibbia; ora, conscio di non avere più alcun motivo per restare dentro dopo la morte di Tommy, Andy è passato dal buco nottetempo e attraverso le fogne è uscito dal carcere, spalancando le ali della libertà.
Mentre Norton fa scattare le operazioni di ricerca, Andy si reca ripulito e ben vestito presso le banche dove il direttore col suo aiuto ha accumulato il denaro illecito – 370 000 dollari – e si presenta come Randall Stephens, l'identità fittizia alla quale sono intestati tutti i conti, producendo anche i documenti da lui stesso ottenuti nel tempo. Dufresne ritira così tutti i soldi e si trasferisce latitante in Messico nella città di Zihuatanejo, dove apre un hotel, ma non prima di aver inviato al quotidiano Daily Bugle la documentazione che certifica il traffico di denaro illecito nonché le prove d'omicidio a carico di Hadley e Norton. La polizia federale giunge così a Shawshank e arresta Hadley; Norton invece, piuttosto che fare la stessa fine, si suicida.
Red e gli altri detenuti parlano spesso di Andy, dopo la sua evasione: grazie al suo cuore d'oro, era riuscito a fare di loro delle persone migliori. Qualche tempo dopo la fuga dell'amico, Red, in prigione da ormai quarant'anni e prossimo alla vecchiaia, ottiene la libertà sulla parola. Purtroppo la sua situazione non è molto diversa da quella di Brooks anni prima, tuttavia egli ha una promessa da mantenere: raggiunto il luogo in cui Andy gli aveva chiesto di andare una volta libero, vi trova una lettera in cui l'amico lo invita a sfruttare alcuni indizi, fornitigli cripticamente prima e dopo l'evasione, per riuscire a oltrepassare il confine e a raggiungerlo a Zihuatanejo. Red ripensa alla frase di Andy: «O fai di tutto per vivere, o fai di tutto per morire», sceglie di vivere e viola la libertà condizionata, raggiungendo l'amico in Messico. Lì i due si rincontrano felici, da uomini liberi.

## Personaggi
- Andy Dufresne: accusato ingiustamente di essere l'omicida di sua moglie e del suo amante, viene rinchiuso nel carcere di Shawshank con una condanna a due ergastoli. Nel carcere, dopo un iniziale isolamento, diventa amico di Ellis Boyd "Red" Redding, che controlla la maggiore cellula di contrabbando del carcere, e si fa procurare un martellino da geologo con il quale, durante i vent'anni di reclusione, scava la galleria attraverso la quale fuggirà. Rovinato il direttore Norton, Andy si trasferisce in Messico dove, qualche tempo dopo, lo raggiungerà Red.
- Ellis Boyd "Red" Redding: rinchiuso a Shawshank per omicidio da quando era giovanissimo, Red diviene il maggiore contrabbandiere del carcere, riuscendo a portare nel posto molta roba dall'esterno in cambio di pacchetti di sigarette. Stringe un'intensa amicizia con Andy Dufresne, tanto che questi gli indica, prima di evadere, un luogo da raggiungere nel caso fosse uscito di prigione. Il fatidico giorno arriva e Red si reca sul posto dove, sotto una pietra diversa dalle altre lungo un muro, trova una lettera di Andy che gli ricorda di Zihuatanejo, la piccola località messicana sul Pacifico, e alcuni dollari. Quindi Red lascia gli Stati Uniti violando la libertà condizionata e riabbraccia finalmente Andy.
- Samuel Norton: è il corrotto, ipocrita e pluriomicida direttore del carcere di Shawshank, antagonista principale del film. Inizialmente stringe un particolare legame con Andy Dufresne, ma quando Andy diventa una minaccia, in quanto ha scoperto in carcere un testimone che lo potrebbe scagionare, Norton fa uccidere il testimone chiave pur di tenere con sé l'ex-bancario per usarlo nelle sue pratiche personali illecite. Alla fine però Dufresne riesce a fuggire e invia alla stampa e alla magistratura i documenti che incriminano Norton che, piuttosto che consegnarsi alla polizia ormai pronta ad arrestarlo, si suicida.
- Brooks Hatlen: è l'anziano detenuto-bibliotecario di Shawshank incarcerato nel 1905. Viene scarcerato, ma poiché ormai detenuto da cinquant'anni, non riesce ad abituarsi alla vita al di fuori. Mentre all'interno della prigione era un uomo importante, fuori non gli rimaneva alcunché, se non paura di un mondo che lo vede come nulla di più di un vecchio e inutile avanzo di galera. Non sopportando la vita rimastagli, decide di suicidarsi impiccandosi nel suo alloggio procuratogli dal comitato per la libertà condizionata.
- Byron Hadley: la guardia carceraria che asseconda il direttore Norton, è anche la più odiata a causa della sua brutalità e del suo carattere sprezzante. Tuttavia si addolcirà (almeno, in apparenza) nei confronti di Andy quando lo aiuta con i suoi problemi finanziari, ma poi ucciderà Tommy Williams per impedire la liberazione del bancario. Verrà in seguito arrestato senza che opponga resistenza.

## Produzione

### Sviluppo
Frank Darabont ha collaborato per la prima volta con Stephen King nel 1983 all'adattamento del cortometraggio The Woman in the Room, acquistandone i diritti per 1 $: King infatti vendeva i diritti dei suoi racconti alla simbolica cifra di 1 $ per aiutare i nuovi registi a costruirsi un curriculum adattandoli. Dopo aver ricevuto il suo primo credito come sceneggiatore nel 1987 per Nightmare 3 - I guerrieri del sogno, Darabont è tornato da King con 5000 $ per acquistare i diritti per adattare Rita Hayworth e la redenzione di Shawshank, un racconto di 96 pagine dalla raccolta del 1982 Stagioni diverse, scritta per esplorare generi diversi dall'horror per il quale era comunemente noto. Sebbene King non capisse come la storia, in gran parte incentrata su Red che contempla il suo compagno di prigionia Andy, potesse essere trasformata in un lungometraggio, Darabont credeva che fosse "ovvio". King non ha mai incassato l'assegno da 5000 $ di Darabont; in seguito lo ha incorniciato e lo ha restituito a Darabont accompagnato da una nota che diceva: "Nel caso avessi mai bisogno di soldi per la cauzione. Con affetto, Steve".
Cinque anni dopo, Darabont ha scritto la sceneggiatura in otto settimane, ampliando gli elementi della storia di King. Brooks, che nel racconto è un personaggio minore che muore in una casa di riposo, diventa un personaggio tragico che alla fine si impicca. Tommy, che nel racconto scambia le sue prove scagionando Andy per il trasferimento in una prigione più comoda, nella sceneggiatura viene ucciso per ordine del direttore Norton, che è un composto di diversi personaggi della storia di King: Darabont decise di creare un unico personaggio che fungesse da antagonista principale. Tra le sue ispirazioni, Darabont ha elencato le opere del regista Frank Capra, tra cui Mr. Smith va a Washington (1939) e La vita è meravigliosa (1946), descrivendole come alte storie; inoltre ha paragonato Le ali della libertà a una favola, più che a un film carcerario. Ha anche citato Quei bravi ragazzi (1990) come ispirazione sull'uso del dialogo per illustrare il passare del tempo, e il dramma carcerario L'uomo di Alcatraz (1962) diretto da John Frankenheimer. Durante lo scouting per le location delle riprese, Darabont si imbatté in Frankenheimer che stava lavorando al suo progetto The Prison: Darabont ha ricordato che Frankenheimer fece una pausa dal suo scouting per fornirgli incoraggiamento e consigli.
All'epoca, i film ambientati in prigione non erano considerati probabili successi al botteghino, ma la sceneggiatura di Darabont fu letta dall'allora produttrice della Castle Rock Entertainment Liz Glotzer, il cui interesse per le storie ambientate in prigione e la sua reazione alla sceneggiatura la portarono a minacciare di smettere se La Castle Rock Entertainment non avesse prodotto Le ali della libertà. Anche il regista e co-fondatore della Castle Rock Entertainment Rob Reiner apprezzò la sceneggiatura e offrì a Darabont tra i 2.4 e i 3 milioni di dollari per permettergli di dirigerlo lui stesso. Reiner, che aveva precedentemente adattato il racconto di King Il corpo nel film Stand by Me (1986), pianificò di scegliere Tom Cruise per il ruolo di Andy e Harrison Ford per il ruolo di Red.
La Castle Rock Entertainment si offrì di finanziare qualsiasi altro film che Darabont avesse voluto sviluppare. Darabont prese seriamente in considerazione l'offerta, citando il fatto di essere cresciuto povero a Los Angeles, credendo che avrebbe aumentato la sua posizione nel settore e che Castle Rock Entertainment avrebbe potuto licenziarlo contrattualmente e dare comunque il film a Reiner, ma scelse di rimanere il regista, dicendo in un'intervista a Variety del 2014: "Puoi continuare a rinviare i tuoi sogni in cambio di denaro e, sai, morire senza aver mai fatto quello che ti eri prefissato". Reiner è stato invece il mentore di Darabont nel progetto. Entro due settimane dalla presentazione della sceneggiatura alla Castle Rock Entertainment, Darabont aveva un budget di 25 milioni di dollari per realizzare il suo film (prendendo uno stipendio di 750 000 dollari per la sceneggiatura e la regia più una percentuale dei profitti netti), e iniziò la pre-produzione nel gennaio 1993.

### Cast
- Morgan Freeman interpreta Ellis Boyd "Red" Redding. Freeman fu scelto su suggerimento della produttrice Liz Glotzer, che aveva ignorato la descrizione del personaggio del racconto di un irlandese bianco soprannominato "Red". Il personaggio di Freeman allude alla scelta quando Andy gli chiede perché si chiama Red, rispondendo "Forse perché sono irlandese".[11][N 3] Freeman ha scelto di non fare ricerche sul suo ruolo, dicendo che "recitare la parte di qualcuno che è incarcerato non richiede alcuna conoscenza specifica dell'incarcerazione [...] perché gli uomini non cambiano. Una volta che ti trovi in quella situazione, segui semplicemente la linea che devi seguire".[15] Darabont era a conoscenza del ruolo minore di Freeman in un altro dramma carcerario, Brubaker (1980), mentre Tim Robbins era entusiasta di lavorare al fianco di Freeman, essendo cresciuto guardandolo nel programma televisivo per bambini The Electric Company.[12]

- Tim Robbins interpreta Andy Dufresne. Darabont inizialmente cercò alcuni dei suoi attori preferiti, come Gene Hackman e Robert Duvall, per il ruolo di Dufresne, ma non erano disponibili;[11] furono presi in considerazione anche Clint Eastwood e Paul Newman.[16] Furono offerti Tom Cruise, Tom Hanks e Kevin Costner, che rinunciarono alla parte:[5] Hanks era impegnato in Forrest Gump,[11] e Costner in Waterworld.[17] Anche Johnny Depp, Nicolas Cage e Charlie Sheen furono presi in considerazione per il ruolo.[17] Cruise partecipò alle letture della sceneggiatura, ma rifiutò di lavorare per l'inesperto Darabont.[5] Darabont ha detto di aver scelto Robbins dopo aver visto la sua interpretazione nell'horror psicologico del 1990 Allucinazione perversa.[18] Quando Robbins fu scelto, insistette affinché Darabont si avvalesse dell'esperto direttore della fotografia Roger Deakins, che aveva lavorato con lui in Mister Hula Hoop.[5] Per prepararsi al ruolo, Robbins ha osservato gli animali in gabbia allo zoo, ha trascorso un pomeriggio in isolamento, ha parlato con prigionieri e guardie[19] e si è fatto incatenare braccia e gambe per alcune ore.[15]

- Gil Bellows interpreta Tommy Williams. Inizialmente scelto per il ruolo del giovane detenuto, Brad Pitt abbandonò dopo il suo successo in Thelma & Louise e la parte andò al debuttante Bellows.[5][15]

- Bob Gunton interpreta il direttore Norton. Gunton stava girando Demolition Man (1993) quando andò al provino per il ruolo di Norton. Per convincere la produzione che Gunton era adatto alla parte, Darabont e il produttore Niki Marvin gli fecero registrare un provino in un giorno libero da Demolition Man. Fecero realizzare una parrucca poiché la sua testa era rasata per il suo ruolo in Demolition Man; Gunton voleva riprodurre Norton con i capelli in modo che questi potessero poi essere ingrigiti per trasmettere il suo invecchiamento sullo schermo man mano che il film andava avanti. Gunton eseguì il suo provino con Robbins. Dopo essere stato confermato per il ruolo, ha utilizzato la parrucca nelle prime scene del film finché i suoi capelli non sono ricresciuti. Gunton ha detto che Marvin e Darabont hanno visto che comprendeva il personaggio, il che è andato a suo favore, così come il fatto che la sua altezza fosse simile a quella di Robbins, permettendo ad Andy di usare in modo credibile l'abito del direttore.[9]
- Clancy Brown interpreta Byron Hadley. Brown ha avuto l'opportunità di parlare con le ex guardie dall'ufficiale di collegamento della produzione, ma non l'ha fatto ritenendo che non sarebbe stata una buona cosa dire che il suo carattere brutale era in qualche modo ispirato dagli ufficiali penitenziari dello stato dell'Ohio.[20]

- William Sadler interpreta Heywood. Sadler ha detto che Darabont lo aveva contattato nel 1989 sul set della serie televisiva I racconti della cripta, della quale era sceneggiatore, chiedendogli di recitare nell'adattamento che intendeva realizzare.[21]

Il figlio di Freeman, Alfonso, ha un cameo nei panni del giovane Red nelle foto segnaletiche, e come detenuto che fa il gesto della canna da pesca quando Andy arriva a Shawshank. 
Fra le comparse utilizzate nel film c'erano l'ex direttore e gli ex detenuti del riformatorio, nonché le guardie attive di una vicina struttura carceraria. Il titolo originale del racconto ha attirato diverse persone al provino per il ruolo inesistente di Rita Hayworth, incluso un uomo in abiti da drag queen.

### Riprese
Con un budget di 25 milioni di dollari, le riprese principali si sono svolte nell'arco di tre mesi, tra giugno e agosto 1993. Le riprese richiedevano regolarmente fino a diciotto ore lavorative, sei giorni alla settimana. Freeman ha descritto le riprese come tese, dicendo: "La maggior parte delle volte, la tensione era fra il cast e il regista. Ricordo di aver avuto dei brutti momenti con il regista". Freeman ha fatto riferimento al fatto che Darabont richiedeva più riprese della stessa scena, che secondo lui non presentavano differenze evidenti. Ad esempio, la scena in cui Andy si avvicina per la prima volta a Red per procurarsi un martello da roccia ha richiesto nove ore di riprese con Freeman impegnato a lanciare e afferrare una palla da baseball con un altro attore. Il numero di riprese girate ha portato Freeman a presentarsi alle riprese il giorno successivo con il braccio fasciato e legato al collo. Freeman a volte si rifiutava semplicemente di fare riprese aggiuntive. Robbins ha detto che furono lunghe e difficili giornate. Darabont ha ritenuto che realizzare il film gli abbia insegnato molto: "Un regista ha davvero bisogno di avere un barometro interno per misurare ciò di cui ha bisogno un dato attore". Le sue discussioni più frequenti erano con Deakins, il direttore della fotografia: mentre Darabont preferiva inquadrature più panoramiche, Deakins riteneva che non mostrare l'esterno della prigione aggiungesse un senso di claustrofobia e limitava le inquadrature panoramiche in modo che le poche girate avessero un impatto maggiore.
Marvin trascorse cinque mesi esplorando le carceri degli Stati Uniti e del Canada, alla ricerca di un sito che avesse un'estetica senza tempo e che fosse completamente abbandonato, sperando di evitare la complessità di girare le riprese necessarie, per ore ogni giorno, in una prigione attiva con le difficoltà di sicurezza che ciò avrebbe comportato. Alla fine scelse l'Ohio State Reformatory a Mansfield per i suoi edifici in pietra e mattoni in stile gotico, perfetto per interpretare l'immaginario penitenziario statale di Shawshank nel Maine. La struttura era stata chiusa tre anni prima, nel 1990, a causa delle condizioni di vita disumane.
Il riformatorio di 15 acri, che ospitava la propria centrale elettrica e la fattoria, è stato parzialmente demolito poco dopo il completamento delle riprese, lasciando l'edificio amministrativo principale e due blocchi di celle. Molte delle riprese degli interni delle strutture carcerarie specializzate, come le stanze di ammissione e l'ufficio del direttore, sono state girate nel riformatorio. L'interno della sala utilizzata da Brooks e Red era nell'edificio amministrativo; le riprese esterne della pensione sono state scattate altrove. Le scene interne nelle celle della prigione sono state girate su un palcoscenico costruito all'interno di una vicina fabbrica della Westinghouse Electric. Dato che Darabont voleva che le celle dei detenuti fossero una di fronte all'altra, quasi tutte le scene del blocco furono girate su un set appositamente costruito ospitato nella fabbrica di Westinghouse, ad eccezione della scena in cui Elmo Blatch ammetteva di essere colpevole dei crimini per i quali Andy era stato condannato, che è stata girata in una delle celle più ristrette della prigione. Altre scene sono state girate a Mansfield e nella vicina Ashland. La quercia sotto alla quale Andy seppellisce la sua lettera a Red si trovava vicino al Malabar Farm State Park, a Lucas; è stata distrutta dal vento nel 2016.
Proprio come una prigione nell'Ohio sostituiva una prigione immaginaria nel Maine, la scena sulla spiaggia che mostra la ricongiunzione di Andy e Red a Zihuatanejo, in Messico, è stata in realtà girata nei Caraibi, sull'isola di Saint Croix, una delle Isole Vergini Americane. La spiaggia di "Zihuatanejo" è il Sandy Point National Wildlife Refuge, un'area protetta per le tartarughe marine liuto. Le scene girate a Upper Sandusky includevano la scena della falegnameria della prigione in cui Red e i suoi compagni detenuti ascoltano Le nozze di Figaro (la falegnameria è ora chiamata “Shawshank Woodshop”) e la scena di apertura nel tribunale che è stata girata nel vero tribunale della contea di Wyandot. Altre location includevano la Pugh Cabin, nel Malabar Farm State Park, dove Andy siede fuori mentre sua moglie lo tradisce, Butler (Ohio), che "interpretò" Buxton (Maine), e il Bissman Building a Mansfield che fungeva da casa di accoglienza dove Brooks alloggia dopo il suo rilascio.
Per la scena della fuga di Andy dalla prigione, Darabont immaginò che Andy usasse il suo martello da roccia in miniatura per sfondare il tubo delle acque reflue, ma si accorse che ciò non era realistico. Scelse invece di utilizzare un grosso pezzo di roccia. Mentre il film ritrae la scena iconica di Andy che fugge verso la libertà attraverso un condotto fognario descritto come "un fiume di merda", Robbins strisciò attraverso una miscela di acqua, sciroppo di cioccolato e segatura. Il torrente in cui emerse Robbins fu in realtà certificato tossico da un chimico, secondo quanto affermato dallo scenografo Terence Marsh. Il team di produzione arginò il corso d'acqua per renderlo più profondo e utilizzò la clorazione per decontaminarlo parzialmente. Della scena, Robbins ha detto: "Quando stai facendo un film, vuoi essere un buon soldato, non vuoi essere quello [che] si mette in mezzo. Quindi farai cose che compromettono la tua salute fisica e la tua sicurezza". La scena avrebbe dovuto essere molto più lunga e drammatica, descrivendo in dettaglio la fuga di Andy attraverso un campo e su un treno, ma con solo una notte a disposizione per filmare la sequenza, fu accorciata per mostrare solamente Andy trionfante nell'acqua. Del suo lavoro, Deakins considera la scena una delle sue meno preferite, dicendo che l'ha "illuminata eccessivamente". Darabont non è d'accordo con l'autovalutazione di Deakins. Ha detto che il tempo e la precisione impiegati da Deakins, e il loro programma limitato di riprese, significavano che doveva essere preciso su cosa poteva filmare e come. In un'intervista del 2019 ha dichiarato di rammaricarsi del fatto che ciò significava non poter filmare un primo piano del volto di Robbins mentre si calava [dopo essere uscito] dal buco nella sua cella.
Per quanto riguarda la scena in cui Andy diffonde la musica di Mozart attraverso il sistema di annunci della prigione, è stata un'idea di Robbins che Andy alzasse la musica e non la spegnesse. Nel film i detenuti guardano Rita Hayworth in Gilda (1946), ma originariamente avrebbero dovuto guardare The Lost Weekend (1945) di Billy Wilder, un film sui pericoli dell'alcol. Poiché il filmato era troppo costoso per essere acquistato dalla Paramount Pictures, il produttore Niki Marvin si rivolse alla Columbia Pictures, detentrice dei diritti di distribuzione nazionale di Le ali della libertà, che offrì un elenco di titoli a basso prezzo, uno dei quali era, appunto, Gilda. Poiché le riprese si svolsero principalmente all'interno e nei dintorni della prigione, le scene furono spesso girate quasi in ordine cronologico rispetto alle diverse epoche rappresentate nel corso della storia; ciò ha aiutato le performance degli attori poiché le loro relazioni nella vita reale si sono evolute insieme a quelle dei rispettivi personaggi. Darabont ha commentato che la scena in cui Andy racconta a Red dei suoi sogni di andare in Messico è stata una delle ultime girate e quella che ha rivisitato di più ricordando la produzione del film, ed ha elogiato Robbins e Freeman per aver completato la scena in poche riprese.

### Post-produzione
La versione finale uscita nelle sale dura 142 minuti ed è stata dedicata alla memoria di Allen Greene, l'ex agente di Darabont, morto di AIDS durante le riprese. Nel primo montaggio del film durava quasi due ore e mezza, ma Glotzer lo considerava "lungo" e diverse scene furono tagliate, inclusa una sequenza più lunga di Red che si adatta alla vita dopo la scarcerazione; Darabont ha detto che nelle proiezioni di prova il pubblico sembrava essere impaziente con la scena poiché era già convinto che Red non ce l'avrebbe fatta. Un'altra scena tagliata mostrava una guardia carceraria che indagava sul tunnel scavato da Andy; si pensava che questo rallentasse l'azione. Originariamente il film aveva un'apertura fredda che raccontava il presunto crimine di Andy, con il suo processo riprodotto nei titoli di testa, ma successivamente queste scene furono montate insieme per creare un'apertura più "incisiva". Una scena, che Darabont descrisse come il suo lavoro migliore, non fu filmata a causa del programma delle riprese; in essa Red sogna di venire risucchiato nel poster di Rita Hayworth per ritrovarsi sulla costa del Pacifico, dicendo "Non c'è modo per tornare a casa, ho paura". Darabont ha detto che si è rammaricato per non essere riuscito a riprendere la scena.
Il finale del film pensato da Darabont prevedeva la scena della corriera sulla quale Red si dirige verso il confine, senza far sapere al pubblico se fosse riuscito a raggiungere l'amico (come avviene nel racconto di King). Glotzer ha insistito per girare la scena del ricongiungimento di Red e Andy a Zihuatanejo: ha detto che Darabont pensava che questo fosse un finale "commerciale e sdolcinato", ma Glotzer voleva che il pubblico li vedesse insieme. Castle Rock Ent. accettò di finanziare le riprese della scena senza richiederne l'inclusione, lasciando a Darabont la decisione finale. Originariamente la scena prevedeva un ricongiungimento più lungo, con Andy e Red che recitavano i dialoghi del loro primo incontro, ma Darabont disse che aveva una qualità "cavolo-non-siamo-carini?" e la eliminò. Il ricongiungimento sulla spiaggia era la scena preferita del pubblico di prova; sia Freeman che Robbins ritenevano che fornisse la conclusione necessaria. Darabont ha accettato di includere la scena dopo aver visto le reazioni del pubblico di prova, dicendo: "Penso che sia un luogo magico ed edificante per i nostri personaggi arrivare alla fine della loro lunga saga...".

## Colonna sonora
La colonna sonora fu composta da Thomas Newman. Newman aveva capito che il film già suscitava emozioni così forti senza musica che sarebbe stato molto difficile comporre una colonna sonora che elevasse le scene senza distrarsi da esse. Il pezzo Shawshank Redemption viene suonato durante la fuga di Andy da Shawshank e originariamente aveva un motivo a tre note, ma Darabont sentiva che aveva una "fioritura troppo trionfale" e chiese che fosse attenuato a un motivo a nota singola. So Was Red, suonato dopo il rilascio di Red dalla prigione, e che lo portò alla scoperta del nascondiglio dove Andy aveva celato la scatola coi soldi, divenne uno dei pezzi preferiti di Newman. Il pezzo fu inizialmente scritto per un oboe solista finché Newman accettò con riluttanza di aggiungere l'armonica, riferimento allo strumento che Red riceve da Andy per proseguire il suo messaggio di speranza. Secondo Darabont, l'armonicista Tommy Morgan "ha prodotto casualmente qualcosa di assolutamente perfetto al primo colpo". La colonna sonora di Newman ebbe un tale successo che alcuni estratti furono usati nei trailer dei film per anni.

### Album
La colonna sonora originale è stata pubblicata tramite l'etichetta Epic Soundtrax il 20 settembre 1994.

#### Tracce
1. May – 0:33
2. Shawshank Prison (Stoic Theme) – 1:53
3. New Fish – 1:50
4. Rock Hammer – 1:51
5. An Inch of His Life – 2:48
6. The Ink Spots – If I Didn't Care – 3:03
7. Brooks was Here – 5:06
8. His Judgement Cometh – 2:00
9. Suds on the Roof – 1:36
10. Workfield – 1:10
11. Shawshank Redemption – 4:26
12. Hank Williams – Lovesick Blues – 2:42
13. Elmo Blatch – 1:08
14. Sisters – 1:18
15. Zihuatanejo – 4:43
16. Wolfgang Amadeus Mozart – Le nozze di Figaro: duettino Canzonetta sull'aria – Deutsche Oper Berlin – 3:32
17. Lovely Raquel – 1:55
18. And That Right Soon – 1:08
19. Compass and Guns – 3:53
20. So was Red – 2:44
21. End Title – 4:05

## Promozione
(Tagline del film)

## Distribuzione
Negli Stati Uniti il film fu distribuito il 23 settembre 1994, mentre in Italia uscì il 10 febbraio 1995.

## Accoglienza

### Incassi
Inizialmente il film fece flop al botteghino, incassando solamente 16000000 $ a fronte di un budget stimato di 25000000 $. Tuttavia, dopo le candidature agli Oscar, la Warner Bros. ripropose la distribuzione sul grande schermo registrando ulteriori 10000000 $ d'incasso. Il mercato home-video negli anni incrementò il guadagno, consolidandone il successo.
Ad oggi l'incasso mondiale ammonta a 29 331 551 $.

### Critica
Già immediatamente dopo la sua uscita nelle sale, il film è stato acclamato dalla critica. Sul sito Rotten Tomatoes riporta un punteggio del 89% sulla base di 145 recensioni, mentre su Metacritic ha un punteggio di 82 basato su 22 recensioni professionali. Il sito IMDb, a fronte di quasi 3 milioni di voti, gli assegna inoltre una valutazione di 9,3/10, risultando essere il film con il punteggio più alto in assoluto.

## Differenze dal racconto originale
- Nel film Andy fugge impossessandosi delle ricchezze accumulate illecitamente dal direttore Norton. Nel racconto invece Andy crea il personaggio fittizio di Peter Stevens prima di essere incarcerato e, grazie ad un amico, lo usa come prestanome per custodire e reinvestire i suoi beni.
- Alla fine del racconto il direttore Norton è costretto a dimettersi con disonore per la fuga di Andy, ma non si suicida né viene arrestato.
- Nel racconto Tommy Williams non viene fatto uccidere da Norton, ma viene trasferito in un carcere di minima sicurezza affinché, coperto di privilegi, mantenga il silenzio.
- Nel racconto la birra che viene data ai detenuti da Byron Hadley viene definita "calda come il piscio" da Red. Nel film, invece, è servita ghiacciata.
- Nel racconto Bogs viene picchiato selvaggiamente da Hadley e altre guardie, ma non rimane né paralizzato a vita né trasferito in un altro istituto. In compenso, non osa più toccare Andy in alcun modo.
- Nel racconto l'ultimo poster usato da Andy per coprire il buco ritrae Linda Ronstadt. Nel film, invece, si può vedere un poster di Raquel Welch.

## Riconoscimenti
- 1995 - Premio Oscar
  - Candidatura al miglior film
  - Candidatura al miglior attore protagonista a Morgan Freeman
  - Candidatura alla miglior sceneggiatura non originale a Frank Darabont
  - Candidatura alla miglior fotografia a Roger Deakins
  - Candidatura al miglior montaggio a Richard Francis-Bruce
  - Candidatura al miglior sonoro a Robert J. Litt, Elliot Tyson, Michael Herbick e Willie D. Burton
  - Candidatura alla miglior colonna sonora a Thomas Newman
- 1995 - Golden Globe
  - Candidatura al miglior attore in un film drammatico a Morgan Freeman
  - Candidatura alla migliore sceneggiatura a Frank Darabont
- 1995 - Saturn Award
  - Candidatura al miglior film d'azione/di avventura/thriller
  - Candidatura alla migliore sceneggiatura a Frank Darabont
- 1995 - Chicago Film Critics Association Award
  - Candidatura al miglior attore non protagonista a Morgan Freeman
- 1994 - National Board of Review Award
  - Migliori dieci film
- 1995 - American Society of Cinematographers
  - Migliore fotografia a Roger Deakins
- 1996 - Awards of the Japanese Academy
  - Miglior film straniero
- 1995 - Camerimage
  - Rana di Bronzo a Roger Deakins
  - Candidatura alla Rana d'Oro a Roger Deakins
- 1995 - Screen Actors Guild Award
  - Candidatura al miglior attore protagonista a Morgan Freeman
  - Candidatura al miglior attore protagonista a Tim Robbins
- 1995 - Grammy Award
  - Candidatura come miglior colonna sonora a Thomas Newman
- 1995 - Writers Guild of America
  - migliore sceneggiatura non originale a Frank Darabont
- 1995 - American Cinema Editors
  - Candidatura come miglior montaggio a Richard Francis-Bruce
- 1995 - Casting Society of America
  - Candidatura come miglior casting a Deborah Aquila
- 1995 - Chlotrudis Award
  - Miglior attore protagonista a Morgan Freeman
  - Candidatura come miglior attore protagonista a Tim Robbins
- 1995 - Dallas-Fort Worth Film Critics Association Award
  - Candidatura come miglior attore protagonista a Morgan Freeman
- 1995 - Directors Guild of America
  - Candidatura come DGA Award a Frank Darabont
- 1995 - Heartland Film Festival
  - Studio Crystal Heart Award a Frank Darabont
- 1995 - Hochi Film Award
  - Miglior film straniero a Frank Darabont
- 1995 - Humanitas Prize
  - Humanitas Prize a Frank Darabont
- 1996 - Kinema Junpo Award
  - Miglior film straniero a Frank Darabont
- 1996 - Mainichi Film Concours
  - Miglior film straniero a Frank Darabont
- 1995 - PEN Center USA West Literary Award
  - Literary Award a Frank Darabont
- 1995 - USC Scripter Award
  - USC Scripter Award a Stephen King e Frank Darabont